# メーリム郡
座標: 北緯18度54分50秒 東経98度56分42秒 / 北緯18.91389度 東経98.94500度
メーリム郡（メーリムぐん）はタイ北部・チエンマイ県にある郡（アムプー）である。

## 名称
メー・リムとは郡内を流れる川のことで「リム川」を意味する。リム川とは「縁の川」と言う意味である。

## 歴史
元々郡は、クウェーン・メーリムと呼ばれていたが、1914年にメーリム郡（アムプー）と改称された。

## 地理
ピン川の形成した平地にあり、郡の東西を山岳地帯が囲んでいる。郡内の主な河川はピン川、リム川、レーム川、サー川などである。
交通は国道107号線が南北に通っており、南にチエンマイ方面、北にファーン方面と通じる。国道1096号線が西に延びておりサムーン方面とつながっている。

## 経済
郡内の主な産業は農業である。主な農産物は、レイシ、ロンガン、ニンジン、レタス、テンサイ、ユリ、キクなどである。

## 行政区分
郡は11のタムボンに分かれ、さらにその下位に91の村（ムーバーン）がある。自治体（テーサバーン）があり以下のようになっている。
- テーサバーンタムボン・・・タムボン・メーリム、タムボン・メーサーの一部

また、郡内には11のタムボン行政体（オンカーンボーリハーンスワンタムボン）がある。
1. タムボン・リムタイ・・・ตำบลริมใต้
2. タムボン・リムヌア・・・ตำบลริมเหนือ
3. タムボン・サンポーン・・・ตำบลสันโป่ง
4. タムボン・キーレック・・・ตำบลขี้เหล็ก
5. タムボン・サルワン・・・ตำบลสะลวง
6. タムボン・フワイサーイ・・・ตำบลห้วยทราย
7. タムボン・メーレーム・・・ตำบลแม่แรม
8. タムボン・ポーンイェーン・・・ตำบลโป่งแยง
9. タムボン・メーサー・・・ตำบลแม่สา
10. タムボン・ドーンケーオ・・・ตำบลดอนแก้ว
11. タムボン・ムアンケーオ・・・ตำบลเหมืองแก้ว